# NGC 689
NGC 689 este o astronomical radio source⁠(d) situată în constelația Cuptorul. A fost descoperită în 1886 de către Ormond Stone⁠(d). Se află la o distanță de 72,11 de megaparseci de Pământ.